# شكير
الشَّكِير أو الخِرْيَع أو الخِطْرَة أو السرطان[بحاجة لمصدر] في علم النبات هو ساق نباتية تنمو من برعم من قاعدة النبات أو من الجذر. تعد الشُكُر ضارة بالنباتات لأنها تجتذب معظم غذاء النبات، فتضر بنمو الساق الرئيسة.

## التسمية
الشَّكِيرُ ما ينبتُ حول الشجرة من أصْلها، جمعه شُكُر، ويُقال أشكرت الشجرة، أي خرج منها الشكير.

## معرض الصور

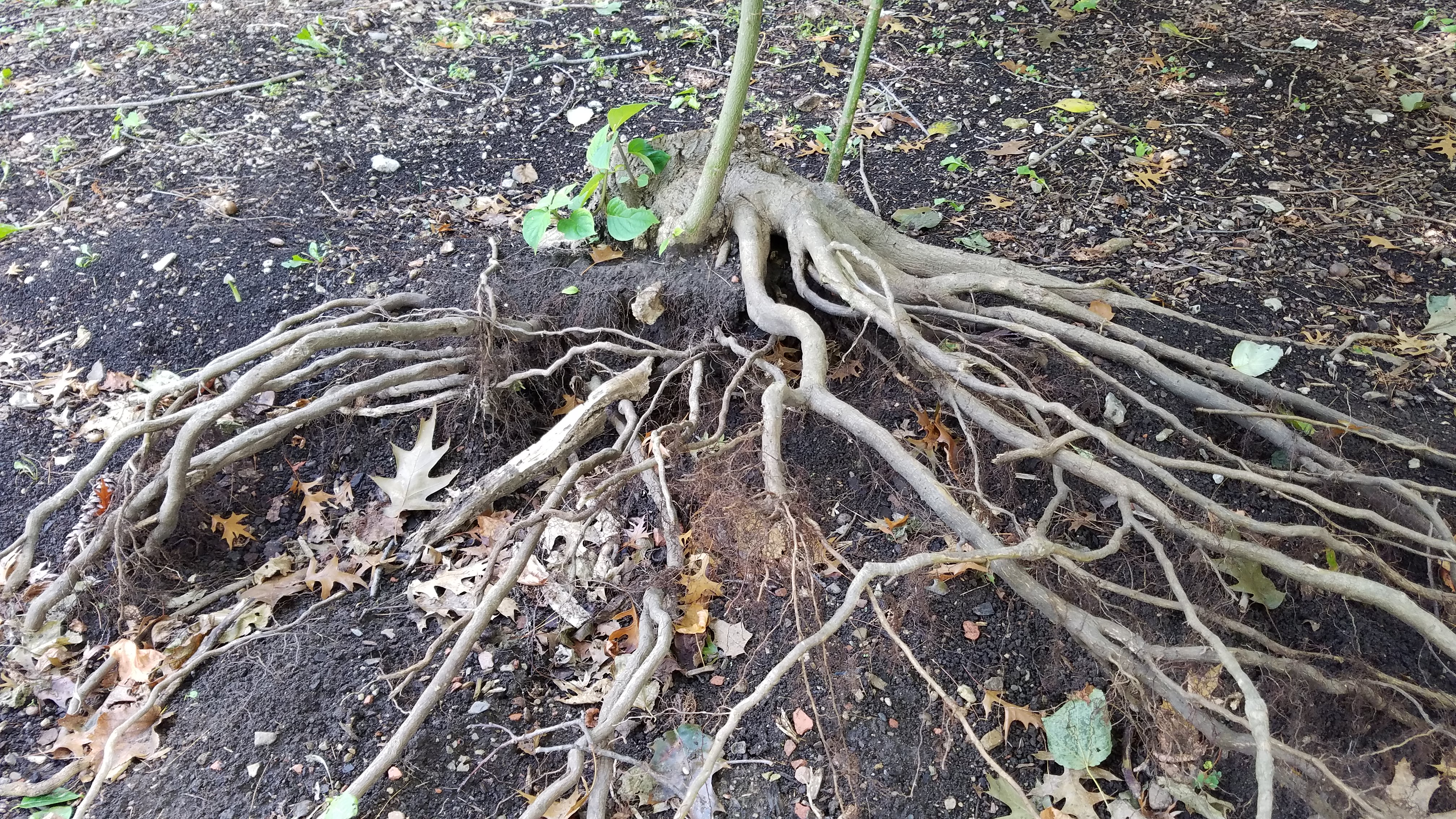
جذل شجرة من جنس القرانيا
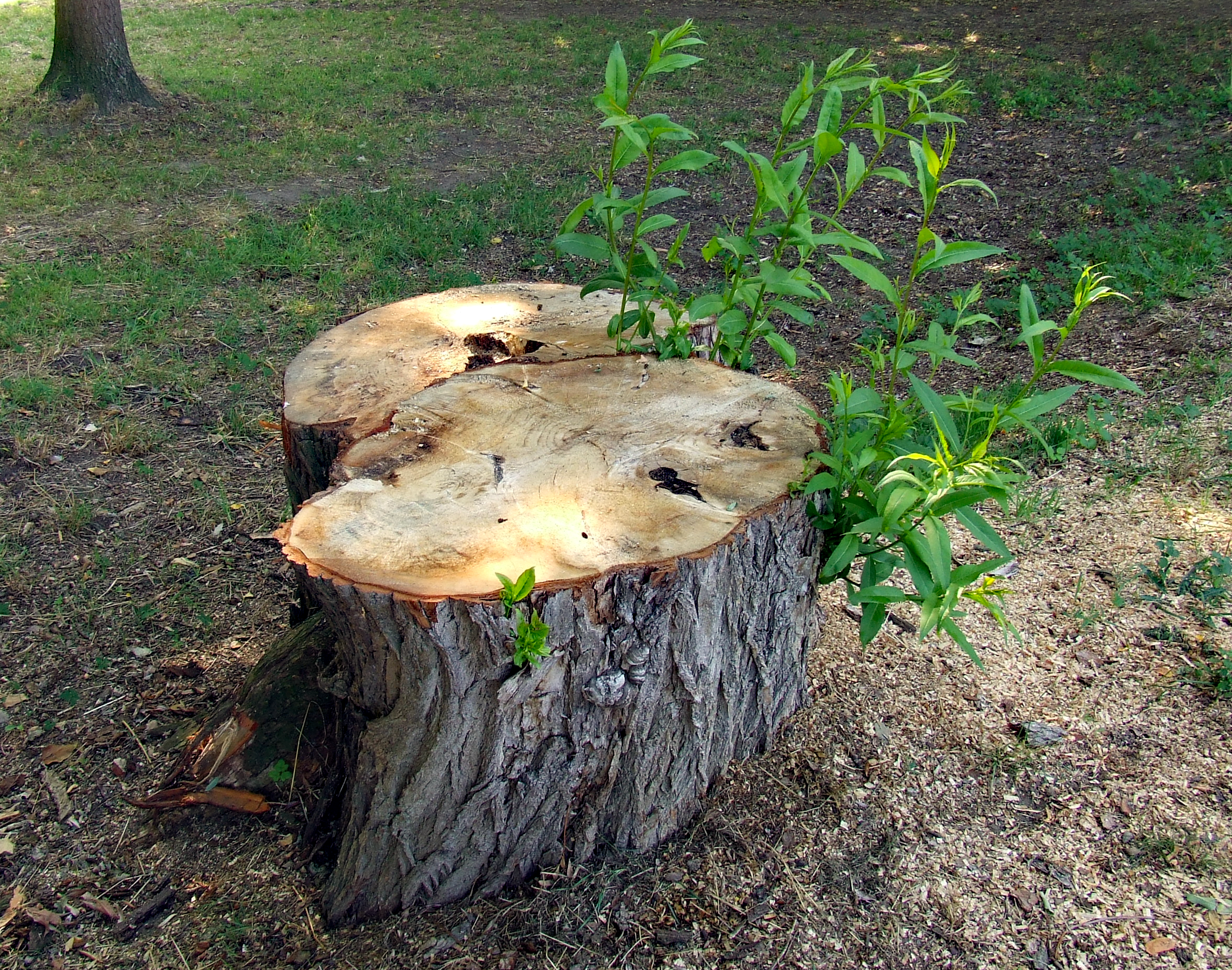
جذل شجرة من جنس الصفصاف نما منه الشكير
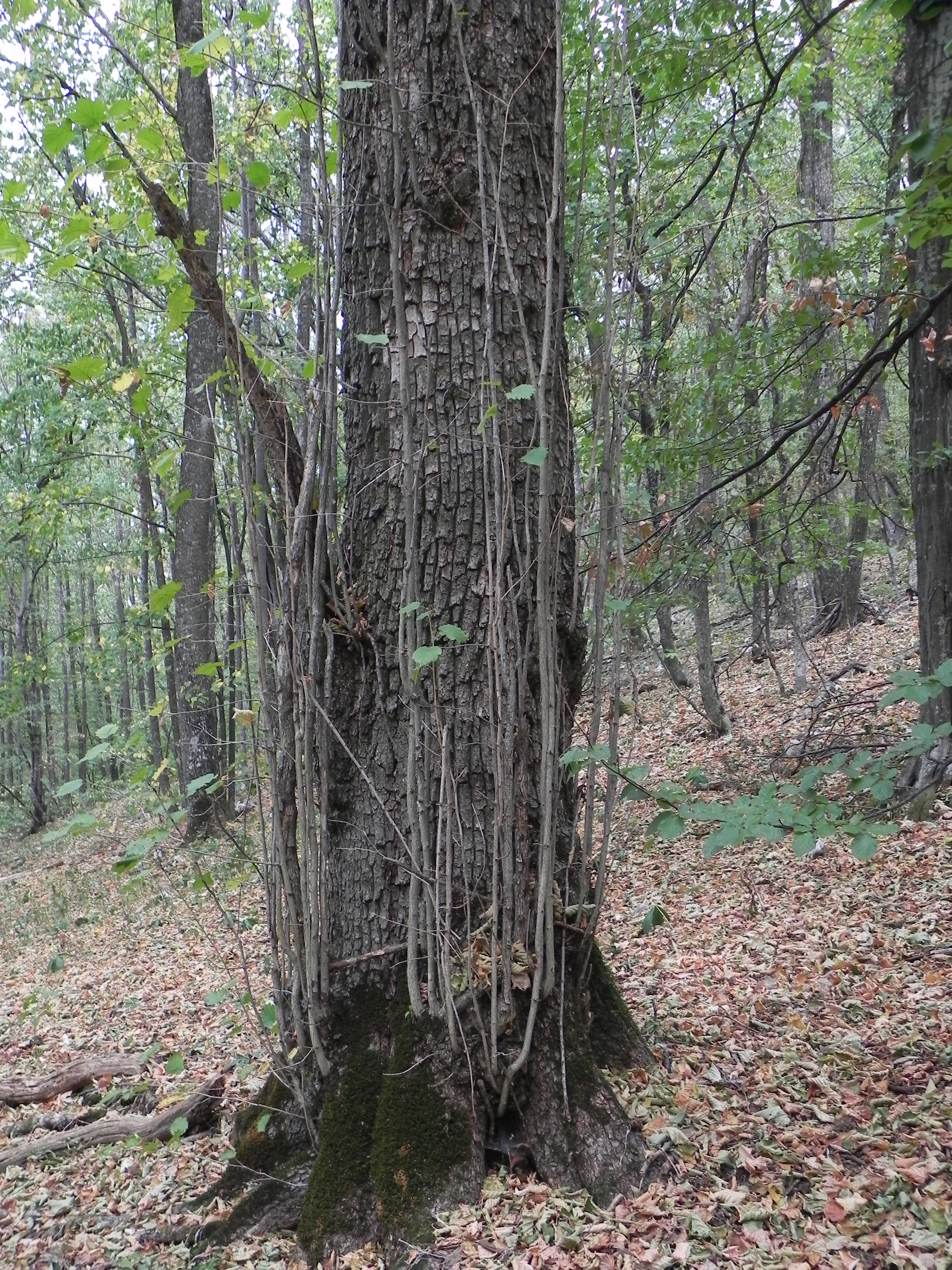
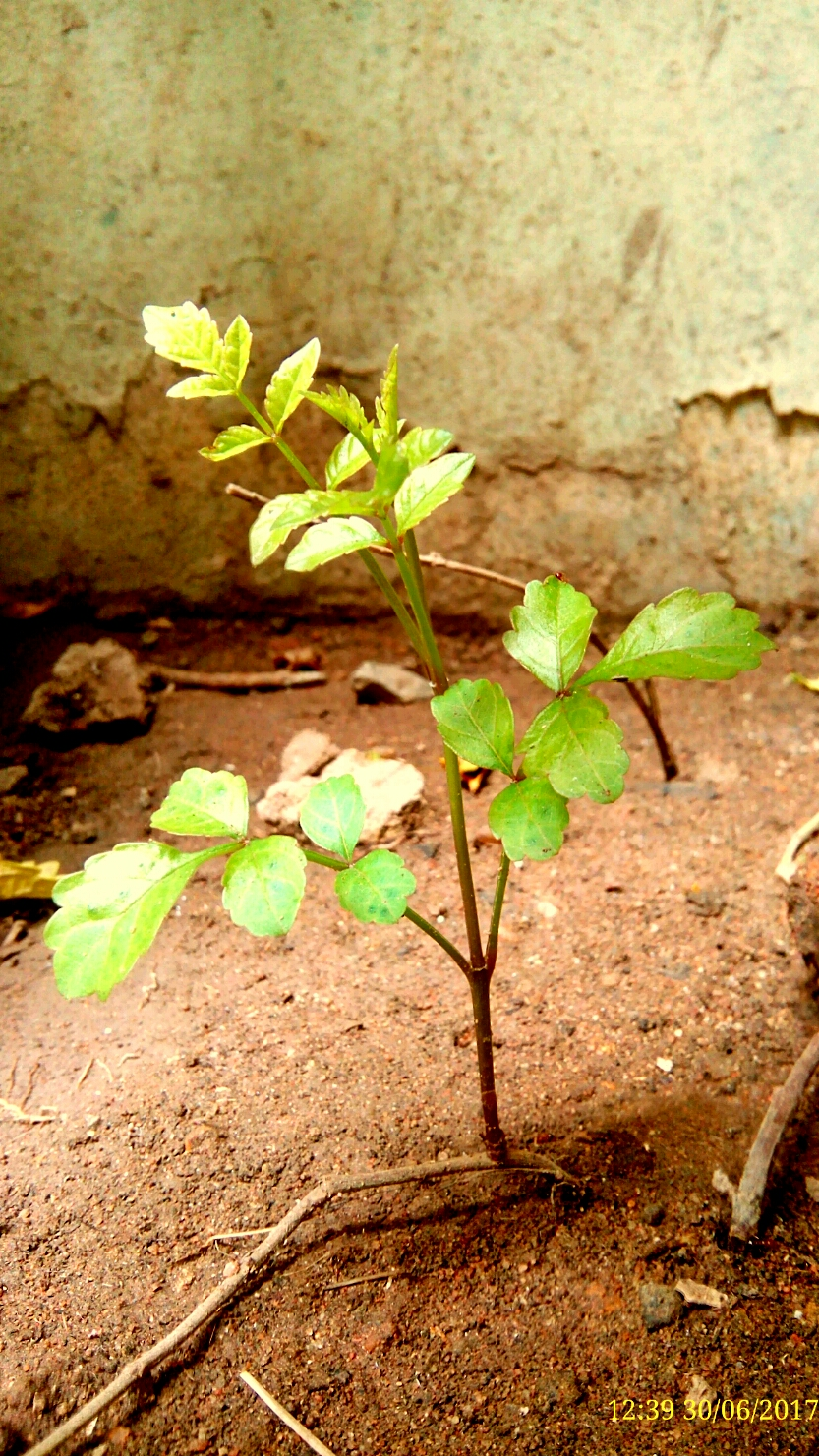
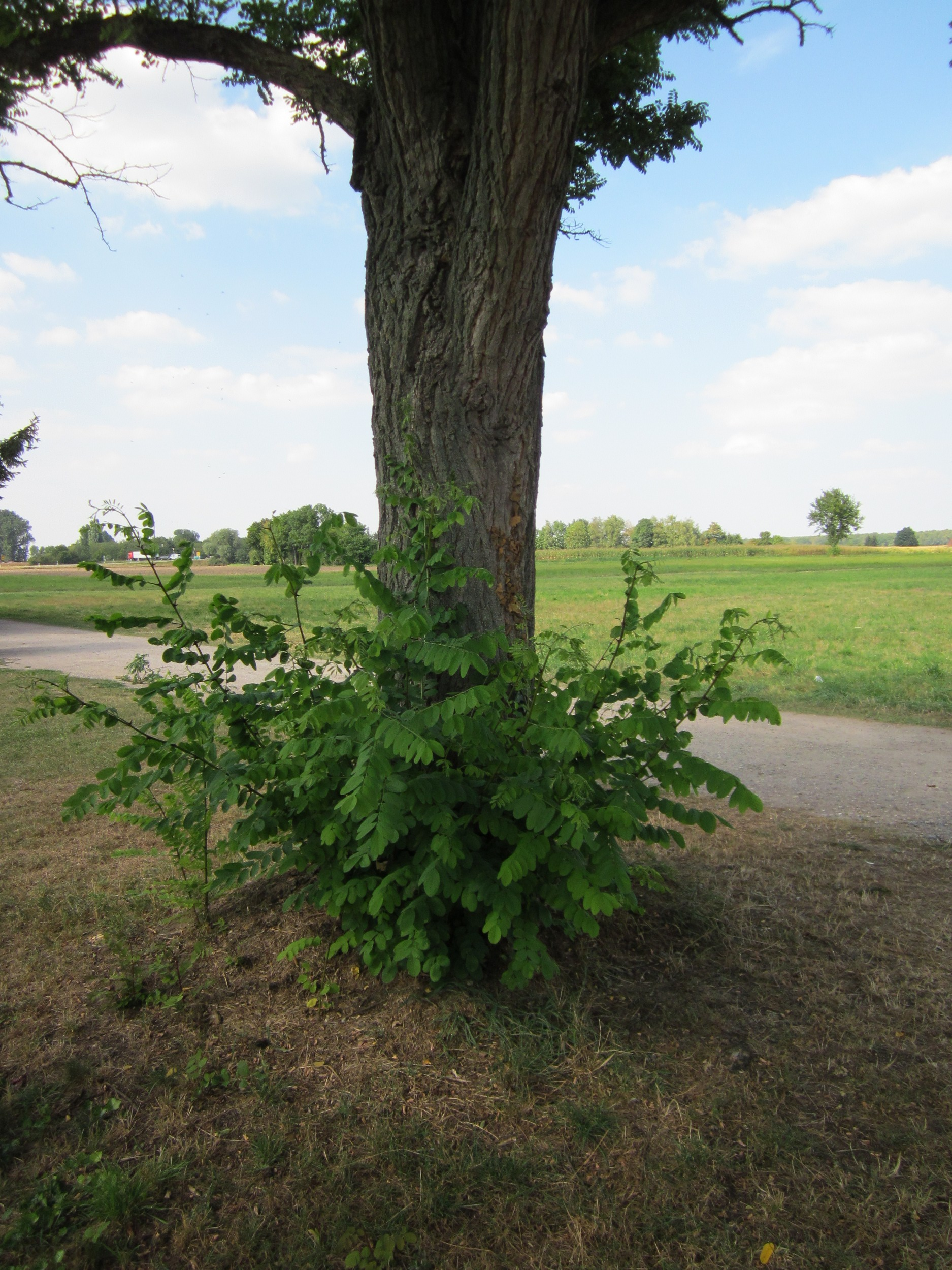